# Агентство стратегических инициатив по продвижению новых проектов
Агентство стратегических инициатив по продвижению новых проектов (Агентство стратегических инициатив, АСИ) — российская автономная некоммерческая организация, созданная Правительством России для реализации комплекса мер в экономической и социальной сферах. В частности, для продвижения приоритетных проектов, реализации мероприятий по улучшению предпринимательской среды в России, развитию профессиональных кадров и т. п. Действует с 11 августа 2011 года. Председатель наблюдательного совета — Владимир Путин. Первым генеральным директором агентства с 27 июля 2011 года являлся Андрей Никитин. Но после того, как 13 февраля 2017 года указом Президента России он был назначен ВРИО губернатора Новгородской области, его сменила на этой должности Светлана Чупшева, финансист по образованию, до своего прихода в АСИ 11 лет проработавшая в региональных органах власти Самарской области. С 2012 года офис АСИ располагался в Москве, в здании Правительства Москвы на Новом Арбате. С сентября 2024 года офис Агентства располагается на улице Арбат.  
К 2021 году АСИ поддержало более 900 проектов.

## Структура
Руководство Агентством стратегических инициатив по продвижению новых проектов осуществляется при помощи Наблюдательного и Экспертного советов.

### Наблюдательный совет агентства
Наблюдательный совет агентства - это высший коллегиальный орган управления. Его возглавляет Президент Российской Федерации Владимир Путин. Согласно уставу, в состав Наблюдательного совета также входят: помощник президента Российской Федерации, министр экономического развития Российской Федерации, генеральный директор и председатель экспертного совета Агентства. При этом президент РФ входит в состав совета в качестве председателя — с его согласия.
Наблюдательный совет действует на постоянной основе, он созывается его председателем по мере необходимости, не реже одного раза в квартал. Члены совета не получают зарплату за свою деятельность. Состав Наблюдательного совета утверждается правительством Российской Федерации.
По состоянию на май 2023 года, членами Наблюдательного совета агентства являются: президент РФ Владимир Путин, первый заместитель председателя правительства Андрей Белоусов, президент и председатель правления Сбербанка России Герман Греф, президент Торгово-промышленной палаты Российской Федерации Сергей Катырин, помощник президента РФ Максим Орешкин, генеральный директор Агентства стратегических инициатив Светлана Чупшева, председатель государственной корпорации развития ВЭБ.РФ Игорь Шувалов, руководители российских общественных организаций промышленников и предпринимателей, а также ряд губернаторов и глав регионов.

### Экспертный совет агентства
У агентства существует постоянно действующий консультационный коллегиальный орган - Экспертный совет. Он сформирован из представителей экспертного сообщества, проводит экспертизу проектов и инициатив, а также вырабатывает рекомендации по повестке дня заседаний наблюдательного совета и проектам предлагаемых решений совета.
Председатель Экспертного совета входит в состав Наблюдательного совета Агентства. Порядок деятельности экспертного совета определяется Положением об экспертном совете АСИ. Состав совета утверждается дирекцией Агентства. В него входят ведущие представители экспертного, предпринимательского, научного сообществ и органов власти. Они работают на общественных началах, либо на условиях, утверждённых дирекцией Агентства, и могут быть переизбраны неограниченное количество раз.
По состоянию на май 2023 года, председатель Экспертного совета — Игорь Шувалов. Членами Экспертного совета Агентства стратегических инициатив по продвижению новых проектов является 101 человек, включая общественных, государственных, научных и культурных деятелей.

## Основные направления деятельности агентства
Помощь АСИ заключается в координации взаимодействия с финансовыми организациями, институтами развития, фондами, координации взаимодействия с органами власти по вопросу оказания мер поддержки, содействии в решении системных проблем (различные барьеры нормативно-правового, административного характера, изменение ГОСТов и т. д.).
Также Агентство совместно с деловыми сообществами и общественными объединениями выпускает ежегодный рейтинг состояния инвестиционного климата в субъектах РФ и рейтинг качества жизни.
Стратегия развития Агентства на 2022-2024 гг. включает в себя следующие направления:.
- Повышение качества жизни жителей регионов
- Возможность граждан любого возраста совершенствовать профессиональное мастерство и повышать доход
- Экологическая и климатическая адаптация
- Развитие новых технологий, их использование на благо человека
- Повышение инвестиционной привлекательности регионов
- Социально-экономическое проектирование, исследования и аналитика для принятия управленческих решений

## Критика
В 2011 году президент Путин поставил перед агентством четкую стратегическую цель — к 2018 году поднять РФ в международном рейтинге Всемирного банка Doing Business со 120-го до 20-го места. Для выполнения важного задания в АСИ создали программу «Национальная предпринимательская инициатива» (НПИ) по улучшению инвестиционного климата в РФ. В Doing Business-2020 Россия заняла только 28-ю позицию (в 2019 и 2018 годах также занимала строчки ниже 20).
В 2011 году «Коммерсантъ» счел создание АСИ бессмысленной затеей. Это объяснялось расплывчатостью обязанностей подразделения, ограниченностью полномочий, дублированием функций других ведомств.

## Инициативы

### Улучшение инвестиционного климата

#### Национальная предпринимательская инициатива
Национальная предпринимательская инициатива (НПИ) включает в себя проекты, направленные на снижение административных барьеров в экономике и улучшение инвестиционного климата в России. Под эгидой АСИ рабочими группами НПИ были разработаны 11 «дорожных карт» — планов мероприятий по упрощению, удешевлению и ускорению действующих на территории РФ процедур ведения бизнеса. В 2013 году в рамках инициативы реализовывалось 22 предпринимательских проекта.
«Дорожные карты» утверждаются распоряжениями Правительства России, а в качестве контрольных показателей успехов их реализации выбран рейтинг Всемирного банка Doing Business, а также индикаторы конкурентной среды OECD PMR и предпринимательской активности New Business Density. Целевой показатель НПИ — вхождение России к 2018 году в двадцатку лучших стран с точки зрения состояния инвестклимата.
По данным международного рейтинга Всемирного банка Doing Business-2016, из 10 направлений рейтинга, показатели Российской Федерации выросли по 8, для которых были подготовлены и реализуются профильные «дорожные карты» НПИ.
В ноябре 2015 года АСИ объявило всероссийский опрос предпринимателей, чтобы определить «узкие места» — сферы, в которых сохраняются административные барьеры, мешающие успешному ведению бизнеса. На основе опроса, АСИ планировало внести изменения в уже существующие дорожные карты, а также разработать новые. Основные достижения НПИ были озвучены премьер-министром Дмитрием Медведевым 1 декабря 2015 года на специальном совещании, посвящённом дорожным картам. Так, среди основных достижений дорожных карт были названы следующие: вдвое снижены сроки присоединения к энергетической инфраструктуре, втрое снижена стоимость присоединения для потребителей; Утверждён предельный перечень согласований в жилищном строительстве, сокращён список документов для декларирования при таможенных процедурах. Кроме того, после совещания, глава правительства поручил Министерству экономического развития Российской Федерации и АСИ:
- До 24 января 2016 года проект акта Правительства Российской Федерации об утверждении «дорожной карты» по совершенствованию корпоративного управления[23];
- До 1 марта 2016 года — предложения по формированию электронной интегрированной системы отчётности[23];
- Предоставить Правительству Российской Федерации ежеквартальные отчёты по вопросу реализации принятых в рамках «дорожных карт» актов[23].

Национальная предпринимательская инициатива как масштабный проект для улучшения делового климата состоялась.Дмитрий Анатольевич Медведев
В Послании президента России Федеральному собранию в декабре 2015 года Владимир Путин подтвердил, что первый этап реализации планов в рамках НПИ успешно завершён, а также отметил, что Россия будет и дальше проводить системную работу по улучшению условий ведения бизнеса. В первую очередь, президент призвал до 1 июля 2016 года представить конкретные предложения по упрощению деятельности и устранению дублирующих и избыточных функций контрольных и надзорных ведомств. При этом директор направления «Новый бизнес» АСИ А. Д. Аветисян отметил, что формат дорожных карт поддерживает до 90 % предпринимателей России.
В ноябре 2016 года состоялась третья международная конференция «100 шагов к благоприятному инвестиционному климату», на которой были также рассмотрены вопросы реализации НПИ в 2016—2017 годах. Во время конференции были представлены результаты анализа национального рейтинга состояния инвестиционного и бизнес-климата, которые показали, что в разных субъектах Российской Федерации инвестиционный климат и деловая активность существенно различается (в одних регионах в несколько раз лучше, чем в других). Таким образом, было принято решение о создании индивидуальных «дорожных карт» по развитию малого бизнеса для каждого региона Российской Федерации. Всего было запланировано и реализовано 12 дорожных карт по этому направлению.

#### Региональный инвестиционный стандарт
Проект АСИ по созданию благоприятных условий для ведения бизнеса в регионах. Включает 15 лучших инвестиционных практик, используемых экономически наиболее успешными регионами. Внедрение Стандарта началось в 11 пилотных регионах в 2012 году. На заседании Государственного совета 27 декабря 2012 года его итоги были признаны положительными, и Инвестиционный стандарт стал обязательным для всех регионов РФ. АСИ осуществляет методологическую поддержку процесса внедрения, а также организационную поддержку деятельности экспертных групп.

#### Муниципальный инвестиционный стандарт
Инициатива АСИ (совместно с общероссийскими общественными организациями «Деловая Россия» и «Всероссийский совет местного самоуправления») по разработке муниципального инвестиционного стандарта. В первой версии, предложенной к внедрению в регионах-пилотах, по аналогии с Региональным инвестиционным стандартом было описано 15 требований. Внедрение стандарта началось в 2014 году с трех пилотных муниципалитетов - Сланцевского и Гатчинского районов и Соснобороского городского округа Ленинградской области. В 2023 году, с учетом практики внедрения в регионах РФ, Министерством экономического развития Российской Федерации был разработан муниципальный инвестиционный стандарт 2.0.

#### Инвестиционный портал регионов России
Данный проект был запущен в 2013 году как продолжение внедрения Регионального инвестиционного стандарта. На портале размещена информация об условиях ведения бизнеса во всех регионах РФ, обзоры развития основных отраслей и контакты региональных инвестиционных агентств и корпораций развития.

#### Национальный рейтинг состояния инвестиционного климата в субъектах Российской Федерации
Рейтинг оценивает эффективность усилий региональных властей по улучшению состояния инвестиционного климата субъекта Федерации. Основная часть его показателей формируется на основе опросов региональных предпринимателей. Апробация рейтинга проводилась совместно с ВЦИОМом в 11 регионах в 2014 году, а её результаты были представлены на Петербургском международном экономическом форуме 2014. В Национальном рейтинге 2015 приняли участие уже 76 субъектов Федерации, в 2017 и после - все регионы РФ.

#### Инвестиционный лифт
Механизм поддержки российских экспортеров несырьевой продукции через партнерство с финансовыми организациями и институтами развития. «Инвестиционный лифт» предназначен для помощи предпринимателям в преодолении административных и правовых барьеров, а также оказания финансовой помощи на этапе запуска экспортного проекта. На реализацию пилотных проектов Российский фонд прямых инвестиций зарезервировал 15 млрд рублей.

### Кадровое обеспечение экономики

#### Worldskills

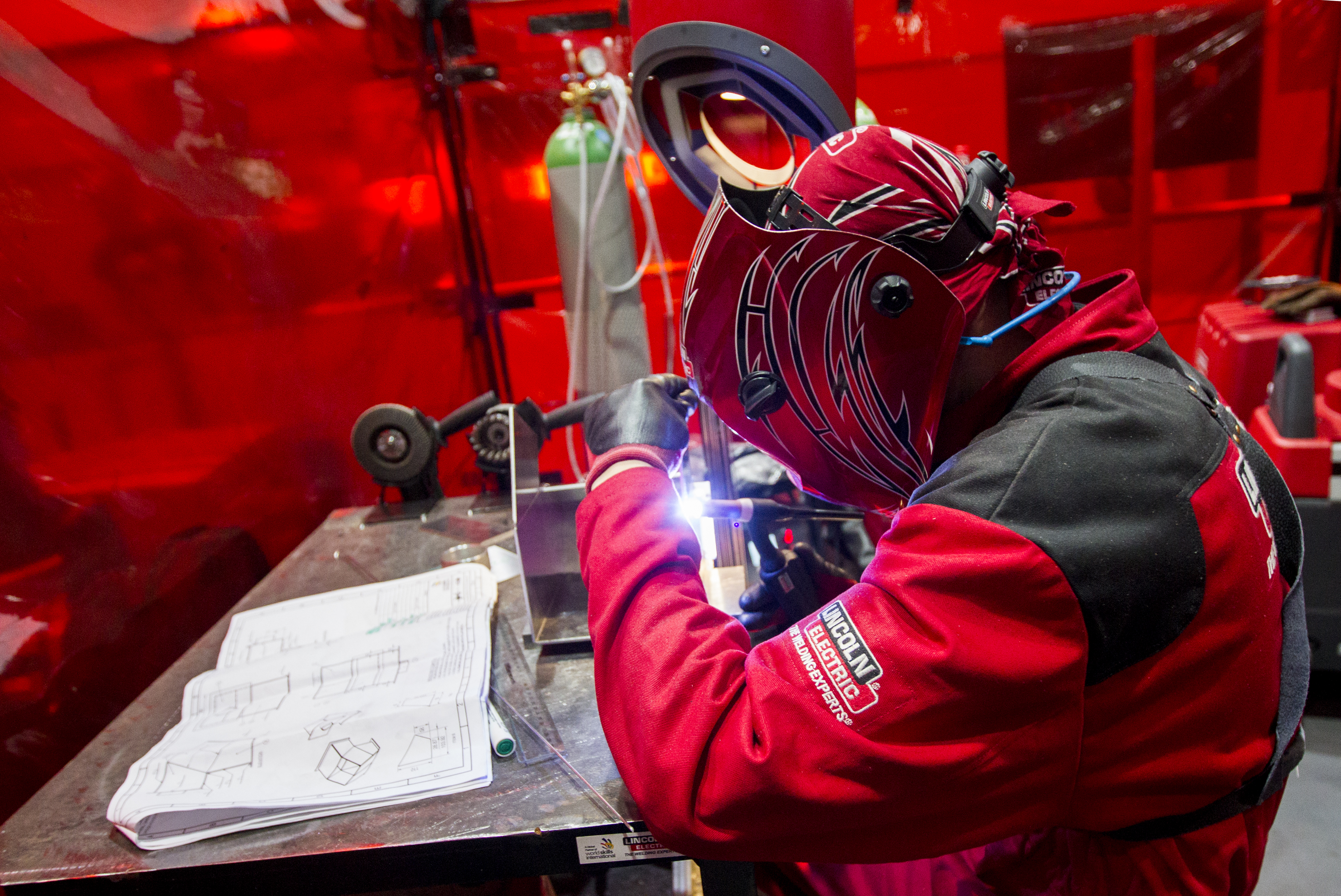
Соревнования участников Финала IV Национального чемпионата рабочих профессий WorldSkills Russia

АСИ является координатором участия России в международном движении WorldSkills International и проведения национальных соревнований WorldSkills Russia. В 2015 году на очередном заседании Генеральной ассамблеи WorldSkills в Сан-Паулу местом проведения мирового чемпионата рабочих профессий в 2019 году была выбрана Казань.

#### Дуальное образование
Программа подготовки молодых кадров, в рамках которой практические навыки студенты получают на рабочем месте, а теоретические — в учебном заведении. С 2014 года в пилотном режиме реализуется в 10 регионах России при участии Всемирного банка и Российско-Германской внешнеторговой палаты. К 2016 году в проекте приняло участие 116 учебных заведений и 1100 предприятий.

#### Глобальное образование
Президентская программа подготовки кадров за границей. Реализуется в соответствии с указом президента РФ № 967 «О мерах по укреплению кадрового потенциала Российской Федерации». В её рамках государство финансирует обучение граждан, самостоятельно поступивших в один из ведущих зарубежных университетов, при условии, что после получения диплома они проработают в российской компании как минимум в течение трех лет.

#### Открытый отбор
Методика привлечения квалифицированных кадров на гражданскую и государственную службу, а также в коммерческие организации на основе компетентностного подхода. Разработана АСИ при участии экспертов Открытого правительства, Минтруда РФ, Росмолодежи и др. Открытый отбор состоит из трех этапов: заочного практического задания, комплексной процедуры ассесмент-отбора и индивидуального собеседования. На основе этой методики замещаются должности в самом Агентстве, Министерстве промышленности и торговли РФ, Министерстве Российской Федерации по развитию Дальнего Востока, а также в командах крупных проектов, реализуемых при участии АСИ.

#### Институт развития лидеров
Площадка для вовлечения активной части гражданского общества в деятельность АСИ, поддержки и сопровождения лидерских проектов, а также система социальных лифтов. Работает на базе портала Leader ID.

### Национальная технологическая инициатива
Программа мер по формированию новых технологических рынков и созданию в России компаний, призванных стать глобальными лидерами на этих рынках. Реализуется на основе послания президента Федеральному собранию 4 декабря 2014 года. «Дорожные карты» развития каждого рынка НТИ были разработаны в рамках «Форсайт-флота» 2015 и представлены президенту РФ в июле 2015 года.

### Предпринимательство в социальной сфере
АСИ разработало дорожную карту поддержки социального предпринимательства в России, целью которой является расширение доступа негосударственных организаций к предоставлению услуг в данной области. В октябре 2013 года была организована встреча предпринимателей, работающих в этой сфере с председателем правительства РФ Дмитрием Медведевым, по итогам которой в Государственную Думу был внесен проект закона о социальном предпринимательстве.

#### Национальная премия «Импульс добра»
Ежегодная премия за вклад в развитие и продвижение социального предпринимательства в России. Учреждена в 2013 году Фондом региональных социальных программ «Наше будущее». Призовой фонд составляет не менее 2 060 000 рублей. АСИ является генеральным партнером премии.

#### Центры инноваций социальной сферы
Региональная сеть организаций под эгидой АСИ, призванных обеспечивать комплексное сопровождение социальных проектов малого и среднего предпринимательства, а также социально-ориентированных НКО.

### Новые технологии и равные возможности

#### Развитие индустрии технических средств реабилитации людей с ограниченными возможностями
В июле 2014 года АСИ и Минпромторг РФ провели совместное совещание, посвященное анализу рынка оборудования и изделий для реабилитации инвалидов. По итогам совещания был подготовлен проект распоряжения Министерства промышленности и торговли Российской Федерации о развитии рынка технических средств реабилитации.

#### Фонд поддержки слепоглухих «Соединение»
Благотворительный фонд поддержки людей с одновременными нарушениями слуха и зрения учрежден на заседании Наблюдательного совета АСИ 8 апреля 2014 года. Реализует программы деятельной, информационной, медицинской поддержки и социальной интеграции слепоглухих. В состав попечительского совета фонда входят Сергей Безруков, Герман Греф, Валерий Гергиев, Татьяна Голикова и другие известные представители власти, бизнеса и культуры.

### Дополнительное образование детей

#### Новая модель дополнительного образования
Данная инициатива направлена на изменение нормативно-правовой базы РФ для обеспечения равный доступ государственных и негосударственных организаций дополнительного образования к бюджетным ресурсам, а также на создание инфраструктуры поддержки проектов в данной сфере. В 2015—2016 годах инициатива реализовывалась в пилотном режиме в четырех регионах: Татарстане, Алтайском крае, Московской области и Ханты-мансийском автономном округе.
В рамках реализации данной инициативы, с 2014 года в регионах России начали открываться детские технопарки «Кванториум», задача которых — обеспечить среду для ускоренного технического развития детей. Первый технопарк открылся в конце 2015 года в Ханты-Мансийске на базе «Технопарка высоких технологий». В открытии кванториума принял участие Дмитрий Анатольевич Медведев и губернатор ХМАО Наталья Комарова. Среди интересных мероприятий во время открытия технопарка, школьники вышли на связь с экипажем МКС. В этот же день, 28 ноября, был открыт второй кванториум на территории Нефтеюганска. Впоследствии кванториумы планировалось открыть в каждом регионе России, сделав их современными аналогами Дворца пионеров.
В декабре 2015 года кванториум открылся в ИТ-парке Набережных Челнов. В церемонии открытия приняли участие Рустам Минниханов и мэр города Наиль Магдеев. Всего кванториум Набережных Челнов оборудован 8 лабораториями и позволяет обучать одновременно 420 человек.
В августе 2016 года Красноярский край победил в конкурсе от Министерства образования и науки РФ и стал следующим кандидатом на создание кванториума, который будет открыт на базе регионального инновационно-технологического бизнес-инкубатора. 
Во время Послания президента России Федеральному собранию в декабре 2016 года, Владимир Путин сообщил, что в ближайшее время количество детских технопарков возрастёт до 40 по всей территории России.
10 декабря 2016 года одновременно в разных городах России было открыто 17 кванториумов. Таким образом, общее количество технопарков достигло 24. На пресс-конференции, посвящённой массовому открытию технопарков, генеральный директор АСИ Андрей Никитин рассказал о планах довести количество кванториумов в 2017 году до 40. В конце декабря этого же года, АСИ сообщило, что на создание технопарков будет выделено 925 миллионов рублей из федерального бюджета. Финансирование получат 17 регионов России, при этом сами субъекты должны будут вложить 30 % средств, а ещё 20 % будут обеспечены частными инвесторами и компаниями. Таким образом, общий бюджет на создание кванториумов в 2017 году составит более 2,5 миллиардов рублей.
К 2021 году заработало 135 кванториумов, к 2024 году планируется открыть 360.

#### Развитие системы отдыха и оздоровления детей
Модельная программа развития системы отдыха и оздоровления детей в субъектах Российской Федерации направлена на реновацию, реконструкцию и развитие инфраструктуры объектов детского отдыха, совершенствование программ профильных учреждений и формирование механизмов управления и финансирования данной отрасли. Разработана АСИ при участии «Московского центра детского, семейного отдыха и оздоровления», кафедры экономики города и муниципального управления ГУ-ВШЭ и Межрегиональной Общественной организации «Содействие детскому отдыху».

### Разработка идеологии по обращению с безнадзорными животными
3 октября 2016 года АСИ организовало первый Всероссийский Форум «Безнадзорные животные в городской среде». Среди выступивших на форуме — организаторы программы стерилизации бездомных собак, проводившейся в Москве с 1998 по 2008 годы зоозащитники Илья Блувштейн, Кирилл Горячев, а также бизнесмены, реализующие на средства бюджета аналогичные программы в Нижнем Новгороде Владимир Гройсман и Тюмени Анна Москвина
В 2017 году заместитель директора направления «Социальные проекты» АСИ, финансист по образованию Наталья Кремнева заявила, что АСИ возьмет на себя методологическую и координационную роль в сфере ответственного и гуманного обращения с безнадзорными животными. В том же году АСИ представило Стандарт организации работы с безнадзорными животными в субъектах Российской Федерации. Для написания этого документа была сформирована рабочая группа, в состав которой вошли представители московской зоозащитной общественности. Возглавила ее эстрадная певица и предприниматель Илона Броневицкая, частная фирма которой в 2018 году на господрядах по отлову и возвращению бродячих собак на городские улицы в Московской области заработала свыше 22 миллионов рублей. Также в состав разработчиков вошла зоозащитница и пропагандист новаторской модели ОСВВ Татьяна Черникова Данный документ содержит рекомендации по внедрению в российских регионах модели ОСВВ как основного способа обращения с безнадзорными собаками, легализующим их свободное нахождение в городской среде.

### Национальная социальная инициатива
Идея Национальной социальной инициативы прозвучала на заседании Наблюдательного совета Агентства стратегических инициатив 9 июля 2020 года. По его итогам Президент России поручил реализовать инициативу на всей территории страны. Основная задача Национальной социальной инициативы – создание комфортной среды при получении социальных услуг, а также улучшение процессов предоставления социальных сервисов, включающей внедрение новых подходов и методик, распространение практик, поддержку передовых лидерских проектов. К ноябрю 2021 года 50 регионов предложили дорожные карты по внедрению Национальной социальной инициативы.

### Национальная кадровая инициатива
Целью инициативы декларируется создание доступной системы навигации и построения индивидуальных маршрутов развития лидеров в сфере образования с целью реализации потенциала каждого человека, уменьшение разрыва между текущей системой подготовки кадров и потребностями рынков будущего, а также текущими запросами рынка труда, создание механизмов выявления барьеров и системных ограничений в сфере образования с целью масштабирования и тиражирования проектов лидеров.  

### Национальная экологическая инициатива
Инициатива направлена на реализацию перспективных общественных инициатив по предотвращению утраты биоразнообразия и экосистемных функций, сокращению углеродного следа и загрязняющих выбросов, адаптации к изменению климата, повышению эффективности использования энергии и ресурсов. 

### Поддержка проектов развития внутреннего туризма
Развитие проектов и инициатив в области туризма, направленных на поддержку социально-экономического развития регионов России через развитие малого и среднего предпринимательства в сфере туризма, создание новых рабочих мест, развитие новых направлений туристического бизнеса, а также вовлечение природных и сельских территорий в экономику регионов. 

### Молодежное предпринимательство
В ноябре 2020 года по инициативе Центра молодёжных инициатив АСИ была запущена платформа по поддержке молодых предпринимателей «Конструкториум». Проект рассчитан на молодежь от 14 до 24 лет, которые планируют открыть бизнес или недавно сделали это и нуждаются в поддержке экспертов и единомышленников. Платформа работает в связке с частным венчурным фондом «Молодежная предпринимательская инициатива». Объем фонда составляет 1 млрд рублей, на один проект может быть выделено до 50 млн рублей.

### Прочие инициативы
Атлас новых профессий — альманах, разработанный экспертной группой АСИ и Московской школы управления «Сколково», в котором представлены перспективные профессии и компетенции, востребованные работодателями в будущем, а также перечень учебных заведений, готовых дать соответствующее базовое образование. В Атласе рассматриваются изменения в горизонте до 2035 года. 17 апреля 2015 года была представлена его вторая редакция. Презентация редакции 2016 года состоялась в Санкт-Петербурге 8 ноября в рамках форума «Технологическая революция». Одновременно с форумом было проведено открытие коворкинга «Точка кипения».
В 2020 году был опубликован «Атлас новых профессий 3.0».
Форсайты — регулярно проводимые под эгидой АСИ прогностические сессии, основанные на технологии проактивного проектирования будущего «форсайт». Посвящены различной тематике, в том числе образованию, медицине, развитию городской среды и так далее. Ежегодно в летние месяцы проходит стратегическая сессия «Форсайт-флот», в ходе которой эксперты разрабатывают дорожные карты отраслевого и территориального развития страны. Форсайт-флот 2014 прошел с 3 по 7 августа на реке Лена и был посвящён развитию Дальнего Востока. Форсайт-флот 2015, посвящённый разработке НТИ, пройдет на Волге с 12 по 16 мая 2015 года. По словам Генерального директора АСИ Андрея Никитина, форсайт-флот помогает разрушить границы между молодыми учёными и чиновниками — они могут общаться напрямую, и нет необходимости назначать встречи и ездить в Москву из разных уголков России.
Национальная система компетенций и квалификаций (НСКК) — проект предусматривает разработку системы, описывающей и формирующей отношения граждан, бизнес-структур и государственных структур по созданию, развитию, накоплению, воспроизводству, оценке и защите компетенций в целях повышения конкурентоспобности. «Дорожная карта» по её созданию была представлена АСИ 15 мая 2013 года.
«Магазин верных решений» (запущен в 2017 году) — онлайн-библиотека лучших практик социально-экономического развития. Доступ к информационному ресурсу под названием «Магазин верных решений» получили сотрудники федеральных органов власти, региональных управленческих команд и общественных объединений. Проект был презентован  заместителем генерального директора АСИ Марикой Коротаевой рамках Международного инвестиционного форума в Сочи в сентябре 2016.
К 2020 году к программе присоединились 43 региона, библиотека содержит 78 готовых решений, 59 из которых были внедрены.
Кадры будущего для регионов — стратегическая инициатива, ориентированная на развитие нового формата образования через проектную деятельность школьников при поддержке тьюторов (студентов) и наставничества со стороны предпринимателей и управленцев. В 2018-2019 году в инициативе приняли участие 27 регионов Российской Федерации, более 5000 школьников. В разработке механизмов проектных школ приняли участие Александр Кондаков, Сергей Тетерский .
Конкурс инноваций в образовании (КИвО) — проводится совместно с Институтом образования НИУ ВШЭ и Рыбаков фонд при поддержке Агентства стратегических инициатив с 2014 года.
Форум «Сильные идеи для нового времени» — ежегодное мероприятие, организуемое Агентством совместно с Фондом Росконгресс с 2020 года. Председателем оргкомитета форума является помощник Президента РФ Максим Орешкин. Задачей форума является отбор со всей страны перспективных идей и проектов, которые внесут вклад в развитие страны и достижение национальных целей до 2030 года. Идеи отбираются по следующим направлениям: кадры, экология, технологии, цифровые сервисы, предпринимательство, социальная работа. В 2023 году в форуме участвовали представители из 89 регионов, всего поступило 23,5 тысячи заявок, в финал прошло 250 идей. 10 лучших проектов получают финансовую поддержку в 5 млн рублей, по 1 млн получают следующие топ-50. 
«Открыто для всех» — проект Агентства, задача которого – создание сообщества инклюзивного бизнеса, в котором российские практики по созданию безбарьерной среды передаются компаниям и проектам, желающим внедрить инклюзивный подход. Каждая компания может присоединиться к подписанию Национального инклюзивного договора и публично заявить о внедрении практик по организации доступной среды на местах. К договору присоединились такие компании как РЖД, Сбербанк, ВымпелКом. 
«Смартека» — платформа агентства по обмену лучшими практиками. Любой желающий может загрузить решение по таким направлениям как культура, образование, занятость, здравоохранение, и др. Заинтересовавшиеся практикой смогут внедрить ее в своем городе или регионе. 

## Региональная сеть АСИ
Агентство располагает сетью общественных представителей по различным направлениям в 84 регионах России, в задачи которых входит содействие реализации проектов, поддержанных Агентством. Также действует одно региональное представительство в ДФО, открытое во Владивостоке.

## Финансирование АСИ
Деятельность АСИ финансировалась, в частности, ВЭБ (0.1 млрд р на 2012), из бюджета (около 0.5 млрд руб. в 2012—2015 гг.), АО Роснефтегаз (6 млрд руб. в 2013, 1.8 млрд в 2014).
Газета «Версия» приводит данные о ежегодном бюджете АСИ — несколько миллиардов рублей и утверждает, что агентство было создано «в противовес либеральному проекту Медведева и Кудрина» инновационному центру «Сколково». 